# Berättelsen om kungadråparen
Berättelsen om kungadråparen (engelska: The Kingkiller Chronicle) är en amerikansk fantasybokserie som väntas bestå av tre böcker. Den är skriven av Patrick Rothfuss. Handlingen utspelar sig i det fiktiva landet Temerant och berättas i två parallella tidslinjer i tredjepersonsperspektiv och förstapersonsperspektiv. I nutiden berättar Kvothe sin livshistoria för en man kallad Krönikören, samtidigt som han driver sitt värdshus. I dåtiden följer läsaren Kvothes liv. De svenska utgåvorna är uppdelade i två delar för varje bok. Serien har försäljningssiffror på över 10 miljoner exemplar världen över.

## Böcker
| Originaltitel        | Första utgivning på engelska | Sidor | Kapitel | Svensk titel                                        | Första utgivning på svenska |
| -------------------- | ---------------------------- | ----- | ------- | --------------------------------------------------- | --------------------------- |
| The Name of the Wind | 27 mars 2007                 | 662   | 81      | Vindens namn del 1 Vindens namn del 2               | 2008–2009                   |
| The Wise Man's Fear  | 1 mars 2011                  | 994   | 152     | En vis mans fruktan del 1 En vis mans fruktan del 2 | 2011                        |

## Annan media
En TV-serie baserad på serien var planerad av 20th Century Fox som införskaffade rättigheterna i juli 2013. I oktober 2015 köptes rättigheterna av Lionsgate. Lin-Manuel Miranda är anlitad som producent och kompositör för projektet.